# Parti national baloutche (Awami)
Ne doit pas être confondu avec Parti national baloutche, Parti baloutche Awami, Parti national (Pakistan), Parti national Awami, Ligue Awami ou Parti Awami national.
Le Parti national baloutche (Awami) (anglais : Balochistan National Party (Awami)) est un parti politique du Pakistan fondé en 1998 par des dissidents du Parti national baloutche fondé deux années plus tôt. Il est orienté vers la défense des Baloutches et l'autonomie du Baloutchistan. Il est marginal et n'a jamais fait jeu égal avec les principales formations baloutches
Alors que le Parti national baloutche a remporté un certain succès à ses premières élections en 1997, il se divise à peine quelques mois plus tard à propos d'une élection interne pour l'élection de son président. La victoire du fondateur du parti Ataullah Mengal est contestée par plusieurs membres et six députés provinciaux du parti le quittent pour fonder leur propre formation, dénommée « Parti national baloutche (Awami) » en 1998. Cette scission est dirigée par Israr Ullah Zehri, qui sera élu sénateur en 2006.
Lors des élections législatives de 2008, le parti profite du boycott des principales formations baloutches qui protestent contre la répression militaire dans la province. Il réalise cette année la meilleure performance de son histoire avec un député fédéral élu ainsi de sept députés provinciaux. Il s'allie alors avec le Parti du peuple pakistanais en intégrant la coalition gouvernementale. Il perd tous ses élus lors des élections législatives de 2013 mais gagne deux députés provinciaux lors des élections de 2018.

## Articles annexes
- Élections législatives pakistanaises de 2008